# Oradell
Oradell ist eine Stadt im Bergen County, New Jersey, USA. Das U.S. Census Bureau hat bei der Volkszählung 2020 eine Einwohnerzahl von 8.244 ermittelt.

## Geographie
Die geographischen Koordinaten der Stadt sind 40°57'11" nördliche Breite und 74°2'2" westliche Länge.
Nach den Angaben des United States Census Bureaus hat die Stadt eine Gesamtfläche von 6,6 km2, wovon 6,3 km2 Land und 0,3 km2 (5,10 %) Wasser ist.

## Geschichte
Der National Park Service weist für Oradell sechs Bauwerke im National Register of Historic Places (NRHP) aus (Stand 29. November 2018), darunter das Van Buskirk-Oakley House.

## Demographie
Nach der Volkszählung von 2000 gibt es 8.047 Menschen, 2.789 Haushalte und 2.300 Familien in der Stadt. Die Bevölkerungsdichte beträgt 1.283,9 Einwohner pro km2. 90,07 % der Bevölkerung sind Weiße, 0,48 % Afroamerikaner, 0,04 % amerikanische Ureinwohner, 8,09 % Asiaten, 0,01 % pazifische Insulaner, 0,32 % anderer Herkunft und 0,98 % Mischlinge. 3,09 % sind Latinos unterschiedlicher Abstammung.
Von den 2.789 Haushalten haben 38,3 % Kinder unter 18 Jahre. 73,9 % davon sind verheiratete, zusammenlebende Paare, 6,7 % sind alleinerziehende Mütter, 17,5 % sind keine Familien, 15,7 % bestehen aus Singlehaushalten und in 8,1 % Menschen sind älter als 65. Die Durchschnittshaushaltsgröße beträgt 2,83, die Durchschnittsfamiliengröße 3,17.
25,2 % der Bevölkerung sind unter 18 Jahre alt, 5,0 % zwischen 18 und 24, 26,3 % zwischen 25 und 44, 26,9 % zwischen 45 und 64, 16,6 % älter als 65. Das Durchschnittsalter beträgt 42 Jahre. Das Verhältnis Frauen zu Männer beträgt 100:91,7, für Menschen älter als 18 Jahre beträgt das Verhältnis 100:89,1.
Das jährliche Durchschnittseinkommen der Haushalte beträgt 91.014 USD, das Durchschnittseinkommen der Familien 102.842 USD. Männer haben ein Durchschnittseinkommen von 76.683 USD, Frauen 42.318 USD. Der Prokopfeinkommen der Stadt beträgt 39.520 USD. 2,4 % der Bevölkerung und 1,7 % der Familien leben unterhalb der Armutsgrenze, davon sind 2,8 % Kinder oder Jugendliche jünger als 18 Jahre und 2,1 % der Menschen sind älter als 65.

## Söhne und Töchter der Stadt
- Nelson Riddle, Komponist und Bigband-Leader